# Yucatánská republika
Yucatánská republika (República de Yucatán) byl krátce existující nezávislý stát na stejnojmenném poloostrově, který se později stal součástí Mexika. Měl rozlohu 139 426 km² a žilo v něm okolo půl milionu obyvatel, hlavním městem byla Mérida.
Během existence Místokrálovství Nové Španělsko byl Yucatán samostatným generálním kapitanátem. V období mexické války za nezávislost se objevilo hnutí Sanjuanistas požadující samosprávu země a roku 1821 vyhlásil Juan María Echeverri odtržení Yucatánu od Španělska. Neusiloval však o plnou nezávislost, ještě téhož roku přijal nadvládu samostatného Mexika a 23. prosince 1823 byla ústavně zakotvena autonomie Yucatánu jako federální republiky v rámci mexického státu.

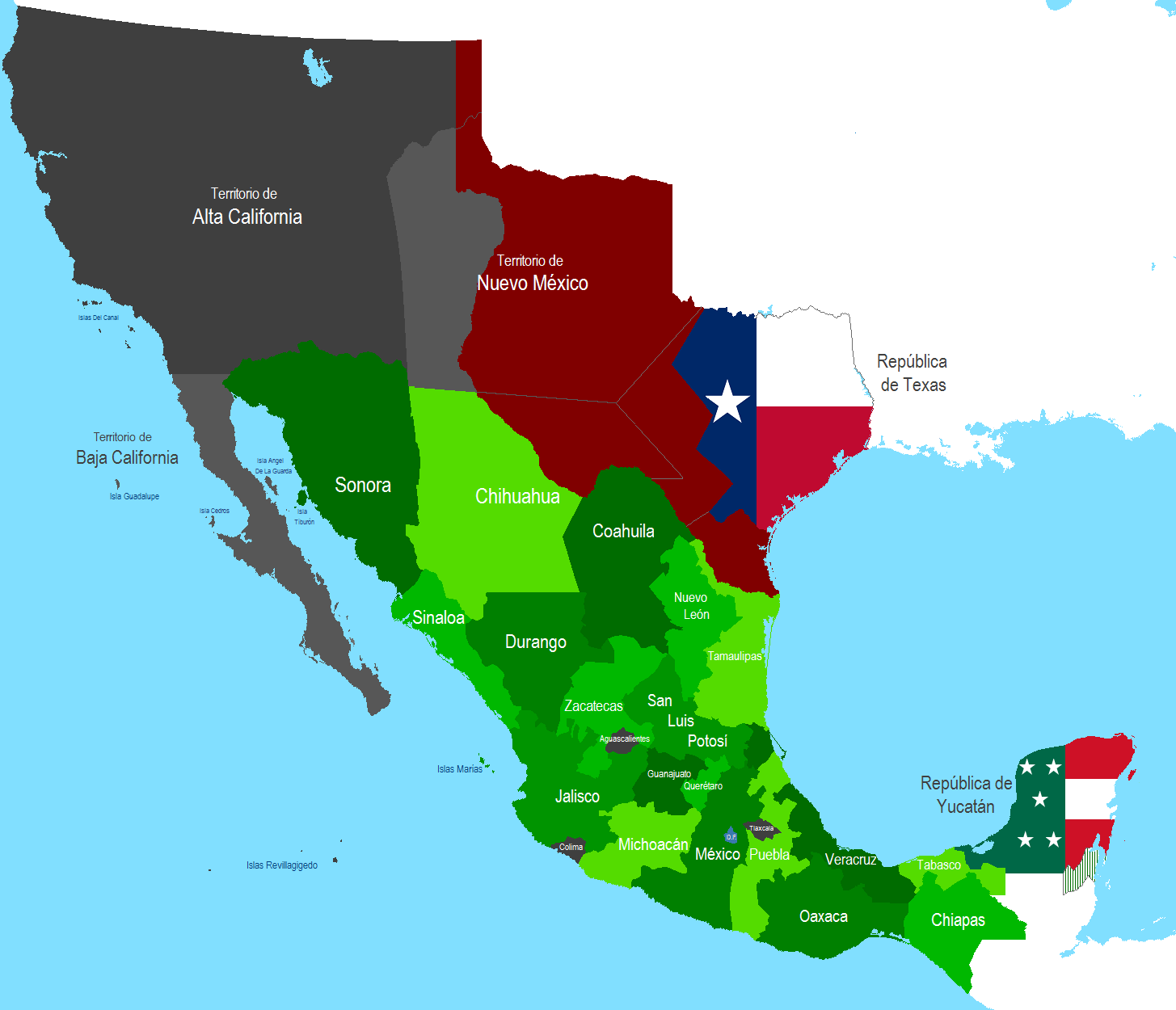
Mapa Mexika v roce 1847: správní členění a odtržené státy Texas a Yucatán

Roku 1835 se v Mexiku dostali k moci zastánci centralizovaného státu a zrušili yucatánskou autonomii. Na poloostrově vypukla vlna nespokojenosti a roku 1840 zahájil Santiago Imán otevřené povstání. Vzbouřenci postupně ovládli všechna důležitá města a 16. března 1841 vyhlásil v Méridě Miguel Barbachano Yucatán samostatnou republikou a sebe hlavou státu. Mexický prezident Antonio López de Santa Anna nařídil vojenskou invazi na poloostrov a po jejím nezdaru (podařilo se dobýt jen některé méně významné lokality) vyhlásil námořní blokádu. 5. prosince 1843 byla uzavřena dohoda, která zaručila Yucatánu širokou autonomii v rámci Mexika, separatisté si ponechali faktickou kontrolu nad územím. Dohoda však nebyla dodržována, pokračující snahy centrální vlády o obnovení svého vlivu na Yucatánu vedly k dalšímu vyhlášení nezávislosti počátkem roku 1846. Během mexicko-americké války, která vypukla ve stejném roce, zachovával Yucatán neutralitu. Nový stát však oslabilo velké povstání Mayů proti vládnoucím Kreolům, známé jako Válka kast. Yucatánská armáda nebyla schopna revoltu potlačit a země se obrátila s žádostí o pomoc do zahraničí, dokonce nabídla americkému prezidentovi Jamesi K. Polkovi výměnou za pacifikaci domorodců připojení Yucatánu k USA. Senát Spojených států amerických však návrh zamítl a Barbachano se nakonec musel dohodnout s vládou v Ciudad de México. Centrální jednotky nastolily v zemi pořádek (i když menší vzpoury Mayů trvaly až do začátku 20. století) a 17. srpna 1848 byl Yucatán znovu a již definitivně připojen k Mexiku. Roku 1858 byl z Yucatánu vyčleněn na jihozápadě nový stát Campeche a roku 1902 vzniklo na jihovýchodě svazové teritorium Quintana Roo (státem se stalo roku 1974).